# Obusier de vaisseau

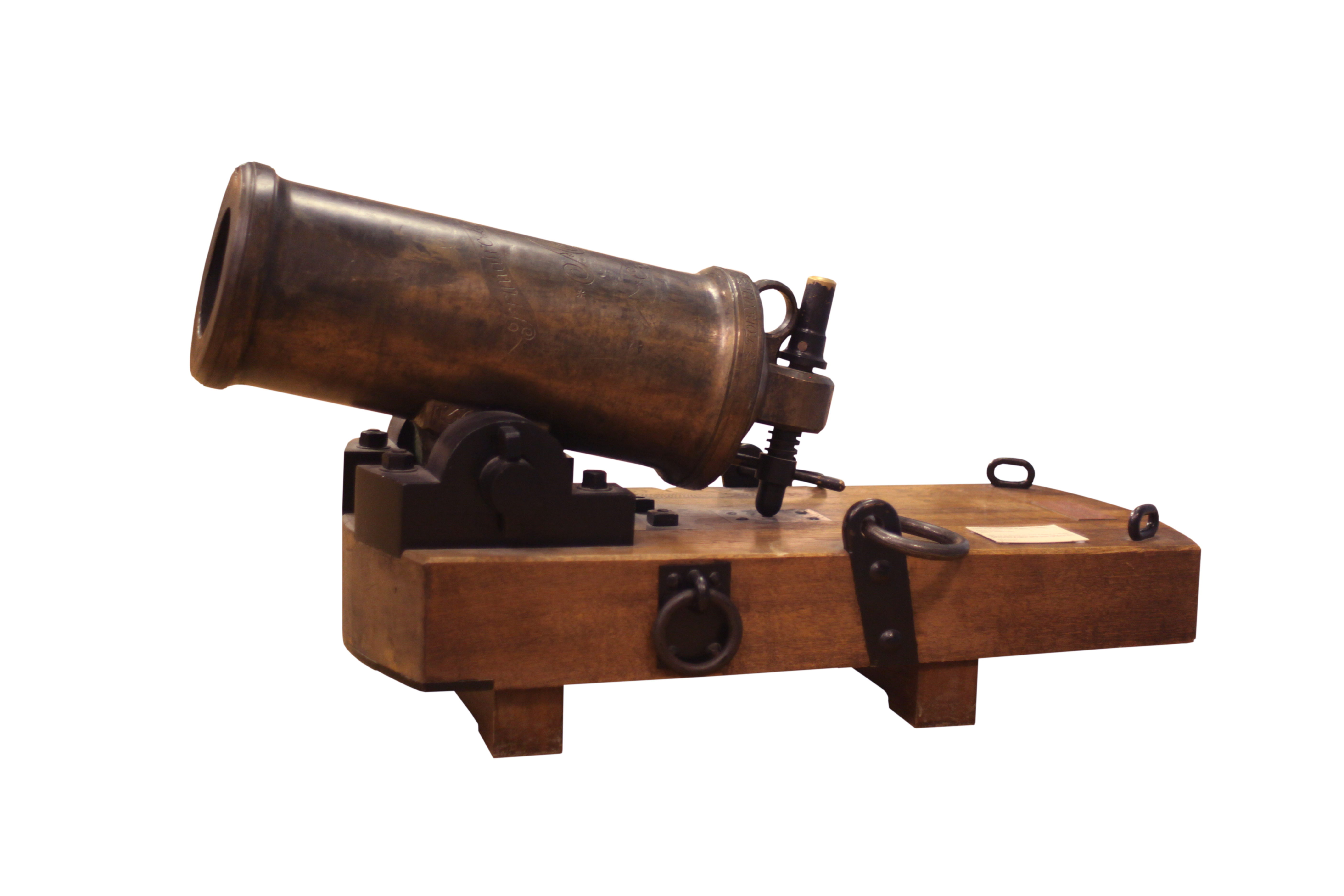
Obusier de 36, modèle 1787, exposé au Musée national de la Marine de Paris.

Un obusier de vaisseau est une pièce d'artillerie adoptée par la Marine française à la fin du XVIIIe siècle pour équiper ses navires.

## Histoire
Lors de l'intervention française dans la Guerre d'indépendance des États-Unis (1778-1783), une des raisons des victoires navales britanniques (notamment lors de la Bataille des Saintes et lors de la prise de l’Hébé) était l'usage sur les navires de guerre de la Royal Navy de caronades. La réponse française est l'adoption en 1787 d'un obusier pour armer les gaillards des unités françaises. 
L'obusier de vaisseau est remplacé par des caronades en fer à partir de 1795 ; il disparait complètement au tout début de l'Empire.

## Caractéristiques
Celui-ci est très court (85 cm), en bronze, de calibre 36 livres, nécessitant cinq hommes pour le servir.
L'obusier de vaisseau est destiné à tirer des obus creux chargés de poudre (l'explosion est commandée par une mèche), comme son homologue de l'Armée de terre. Mais à cause de la difficulté du maniement des mèches et des nombreux accidents causés, les obusiers ne seront chargés pendant les Guerres de la Révolution qu'avec des boulets pleins ou des paquets de mitraille.

## Exemplaires conservés

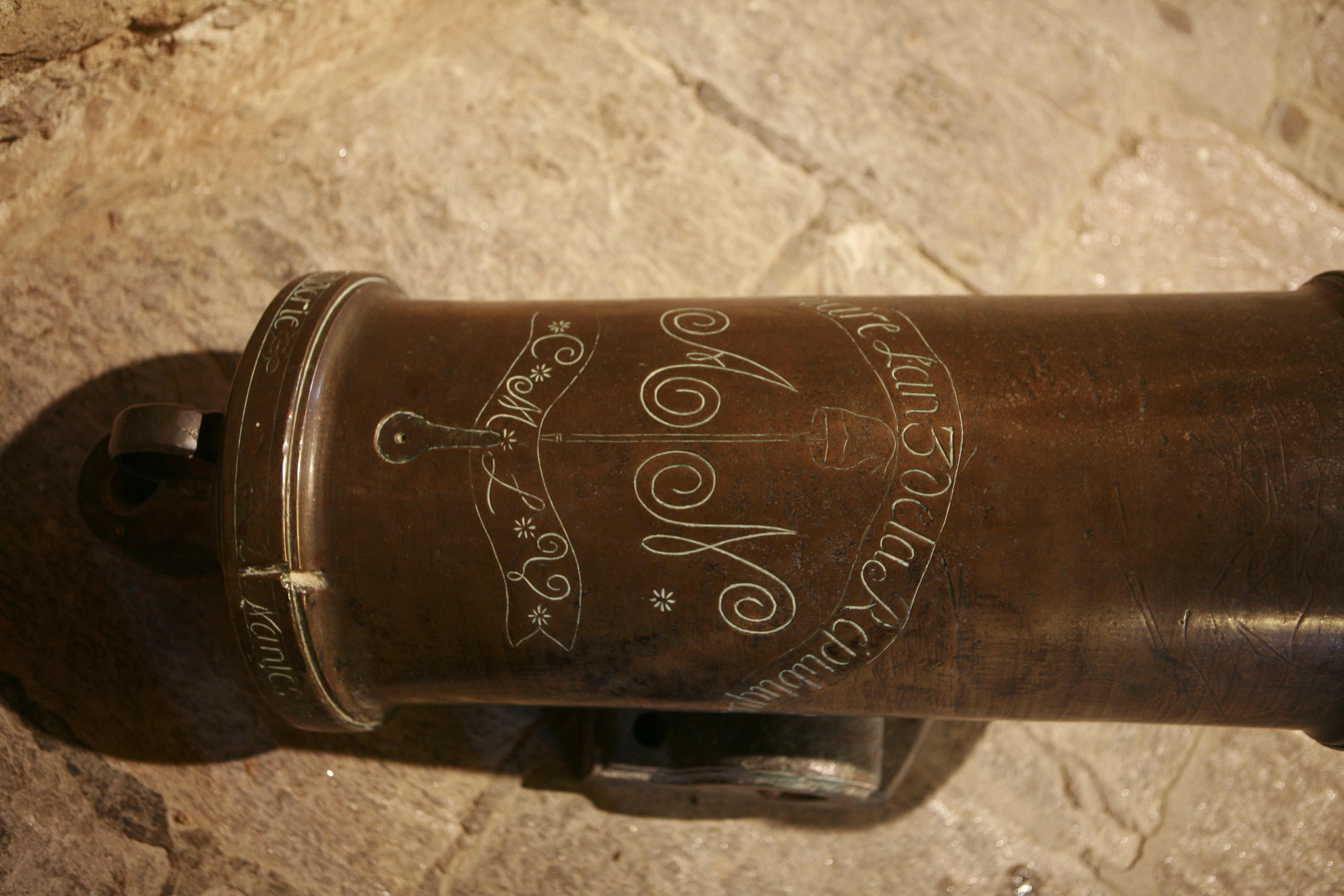
Marquages révolutionnaires bien visibles sur l'exemplaire exposé à Brest.

Le Musée national de la Marine de Paris possède un exemplaire d'obusier de 36, provenant de l'épave du Golymin (un vaisseau de 74 canons de classe Téméraire, lancé à Lorient en 1804) qui a fait naufrage dans le goulet de Brest en 1814. Un autre exemplaire provenant du même vaisseau est exposé au Musée de Brest.